# Třída Baltimore
Třída Baltimore byla třída těžkých křižníků amerického námořnictva z období druhé světové války. Celkem bylo postaveno 14 jednotek této třídy. Další byly dokončovány podle upraveného projektu jako třída Oregon City (některé prameny ji označují za podtřídu křižníků Baltimore a jiné jako samostatnou třídu). Tato ve své kategorii početná třída byla svou koncepcí blízká ve stejně velkém měřítku produkovaným lehkým křižníkům třídy Cleveland. Hlavním úkolem těchto křižníků byl doprovod úderných svazů letadlových lodí. Křižníky třídy Baltimore byly ve službě v letech 1943–1975. Byly nasazeny ve druhé světové, korejské i vietnamské válce. Čtyři kusy byly v 50.–60. letech přestavěny na raketové křížníky tříd Boston a Albany.
Mírně rozšířený trup stejné konstrukce, jako u křižníků třídy Baltimore, byl použit i pro dvě lehké letadlové lodě třídy Saipan. Zvětšením konstrukce třídy Baltimore vznikly poslední americké těžké křižníky třídy Des Moines.

## Stavba
Vývoj křižníků třídy Baltimore začal roku 1939, přičemž poprvé nebyli konstruktéři omezeni limity danými Washingtonskou konferencí. Oproti předcházejícímu křižníku USS Wichita tak byla nová plavidla výrazně větší a silněji vyzbrojená. Stavba prvních čtyř jednotek této třídy byla objednána roku 1940, přičemž celkem jich bylo postaveno 14 kusů. Postavily je americké loděnice Fore River Shipyard (součást Bethlehem Steel Corp.) v Quincy, New York Shipbuilding v Camdenu a Philadelphia Navy Yard ve Filadelfii. Dalších 10 rozestavěných křižníků třídy Baltimore bylo dokončováno podle upraveného projektu jako třída Oregon City.
Jednotky třídy Baltimore:
| Jméno                               | Loděnice               | Založení kýlu | Spuštěna           | Vstup do služby   | Poznámka                                                                 |
| ----------------------------------- | ---------------------- | ------------- | ------------------ | ----------------- | ------------------------------------------------------------------------ |
| USS Baltimore (CA-68)               | Fore River             | 1941          | 28. července 1942  | 15. dubna 1943    | Vyřazen 1956, vyškrtnut 1971, sešrotován.                                |
| USS Boston (CA-69)                  | Fore River             | 1941          | 26. srpna 1942     | 30. června 1943   | Přestavěn na raketový křižník, vyřazen 1970, vyškrtnut 1973, sešrotován. |
| USS Canberra (CA-70, ex Pittsburgh) | Fore River             | 1941          | 19. dubna 1943     | 14. října 1943    | Přestavěn na raketový křižník, vyřazen 1970, vyskrtnut 1978, sešrotován. |
| USS Quincy (CA-71, ex St. Paul)     | Fore River             | 1941          | 23. června 1943    | 15. prosince 1943 | Vyřazen 1954, vyškrtnut 1973, sešrotován.                                |
| USS Pittsburgh (CA-72, ex Albany))  | Fore River             | 1943          | 22. února 1944     | 10. října 1944    | Vyřazen 1956, vyškrtnut 1973, sešrotován.                                |
| USS St. Paul (CA-73, ex Rochester)) | Fore River             | 1943          | 16. září 1944      | 17. února 1945    | Vyřazen 1971, vyškrtnut 1978, sešrotován.                                |
| USS Columbus (CA-74)                | Fore River             | 1943          | 30. listopadu 1944 | 8. června 1945    | Přestavěn na raketový křižník, vyřazen 1975, vyškrtnut 1976, sešrotován. |
| USS Helena (CA-75, ex Des Moines))  | Fore River             | 1943          | 28. dubna 1945     | 4. září 1945      | Vyřazen 1963, vyškrtnut 1974, sešrotován.                                |
| USS Bremerton (CA-130)              | New York Shipbuilding  | 1943          | 2. července 1944   | 29. dubna 1945    | Vyřazen 1960, vyškrtnut 1973, sešrotován.                                |
| USS Fall River (CA-131)             | New York Shipbuilding  | 1943          | 13. srpna 1944     | 1. července 1945  | Vyřazen 1947, vyškrtnut 1971, sešrotován.                                |
| USS Macon (CA-132)                  | New York Shipbuilding  | 1943          | 15. října 1944     | 26. srpna 1945    | Vyřazen 1961, vyškrtnut 1969, sešrotován.                                |
| USS Toledo (CA-133)                 | New York Shipbuilding  | 1943          | 6. května 1945     | 27. října 1946    | Vyřazen 1960, vyškrtnut 1974, sešrotován.                                |
| USS Los Angeles (CA-135)            | Philadelphia Navy Yard | 1943          | 20. srpna 1944     | 22. července 1945 | Vyřazen 1963, vyškrtnut 1974, sešrotován.                                |
| USS Chicago (CA-136)                | Philadelphia Navy Yard | 1943          | 20. srpna 1944     | 10. ledna 1945    | Přestavěn na raketový křižník, vyřazen 1980, vyškrtnut 1984, sešrotován. |

## Konstrukce

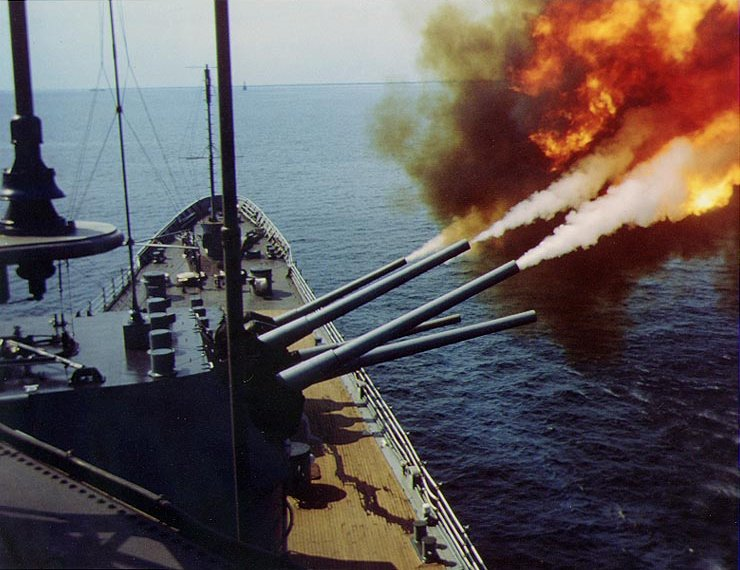
USS St. Paul (CA-73) během nasazení ve vietnamské válce

Křižník Baltimore po dokončení nesl devět 203mm kanónů ve trojdělových věžích, dvanáct 127mm kanónů ve dvojdělových věžích, dále 40mm kanónů Bofors ve čtyřhlavňových kompletech a dvacet čtyři jednohlavňových 20mm kanónů Oerlikon. Pohonný systém tvořily čtyři kotle Babcock & Wilcox a čtyři turbíny General Electric o výkonu 120 000 shp, pohánějící čtyři lodní šrouby. Nejvyšší rychlost dosahovala 33 uzlů. Dosah byl 10 000 námořních mil při rychlosti 15 uzlů.

## Operační služba
Křižníky byly nasazeny do druhé světové války. První vstoupily do služby v roce 1943 a přispěly tak k americké námořní převaze nad Japonským císařským námořnictvem. Žádné plavidlo nebylo za války ztraceno. Mnoho z nich vydrželo jen s dílčími modernizacemi ve službě až do konce 60. let a byly to poslední klasické těžké křižníky na světových mořích. Některé byly nasazeny ještě ve Vietnamské válce, ať už při provádění palebné podpory, nebo jako velitelské lodě. Jako poslední byl v roce 1975 vyřazen křižník Columbus.

## Přestavba na raketové křižníky

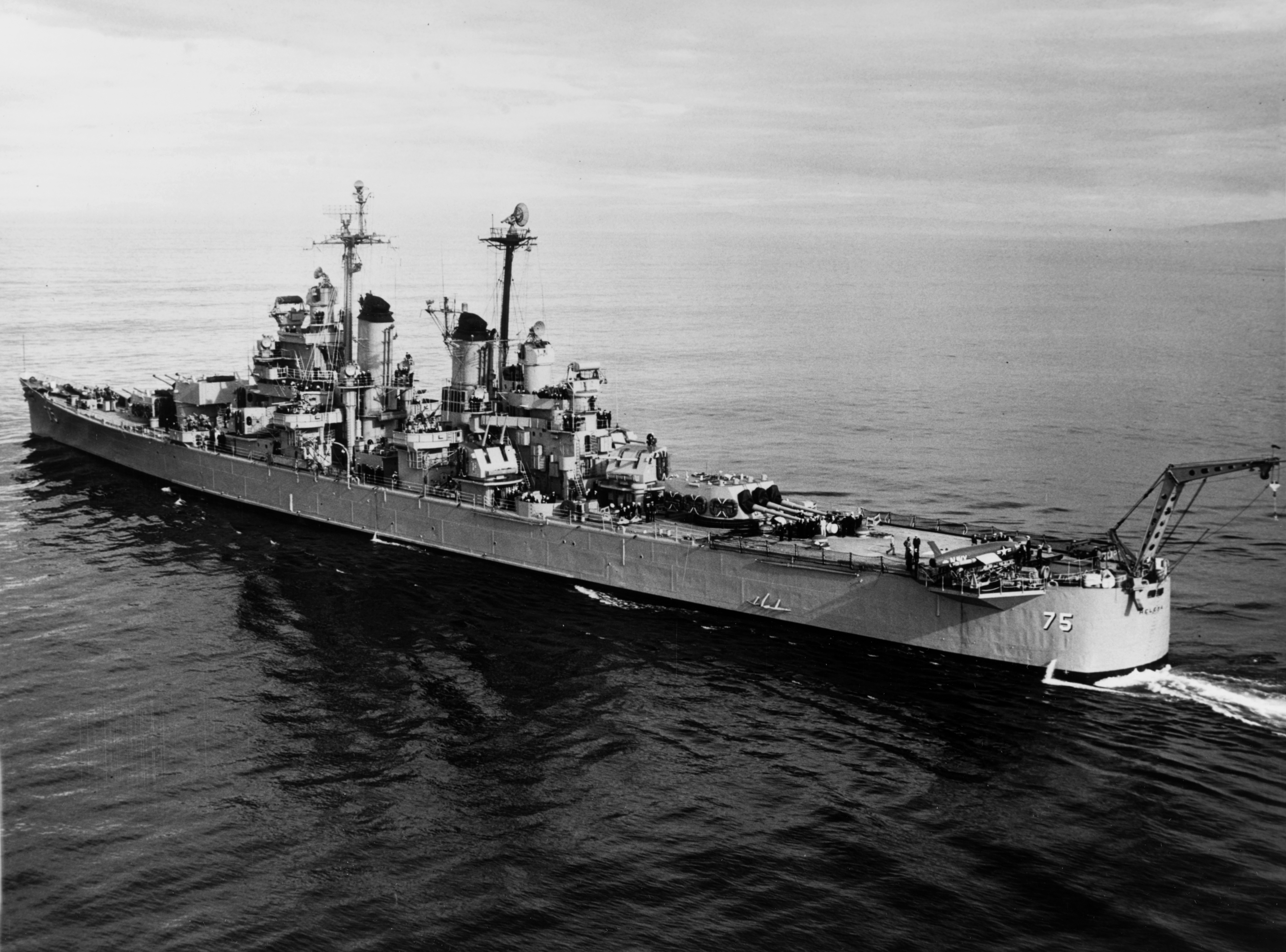
USS Helena (CA-75) se střelou Regulus I na zádi

Když s nástupem raketových zbraní řešilo americké námořnictvo využití řízených střel u svých válečných lodí, bylo rozhodnuto část lodí tříd Baltimore a Oregon City přestavět na raketové křižníky. V 50. letech byly na křižníky Helena, Macon, Toledo a Los Angeles umístěny tři letounové střely Regulus I. Další dvě třídy byly vyzbrojeny protiletadlovými řízenými střelami. Jednalo se o dva méně přestavěné křižníky USS Boston, USS Canberra, které vytvořily třídy Boston a dále křižníky USS Chicago a USS Columbus, které se po rozsáhlé přestavbě staly součástí nové třídy Albany. Lodě radikálně přestavěné na raketové křižníky sloužily často až do počátku 80. let.